# فساد التغذية

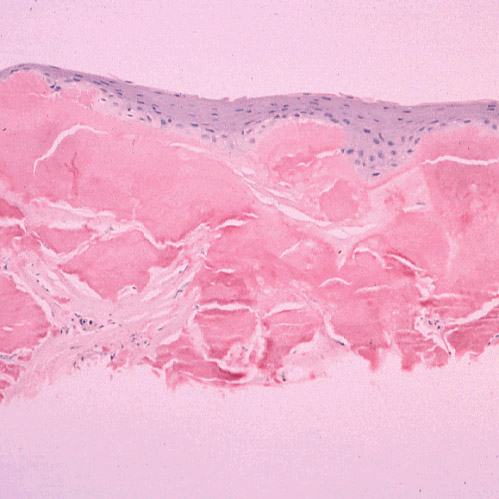

الحَثَل أو فساد التغذية أو سوء التغذية أو التغذية الناقصة أو التغذية السيئة (عندما يرتبط بالعضلات أي muscular dystrophy)  (بالإنجليزية: Dystrophy)‏ هي أي حالة من التطور الشاذ، ويقصد به في كثير من الأحيان ضمور العضلات.

## أنواعه
•	حثل عضلي
•	الحثل العضلي الدوشيني
•	سوء التغذية العضلي لبيكر
•	حثل عصبي عكسي
•	حثل الشبكية
•	حثل قنوي
•	حثل التأثر العضلي
•	حثل القرنية